# アデレード島 (ロシア連邦)
アデレード島 (アデレードとう、ロシア語: Остров Аделаиды)はロシア連邦領ゼムリャフランツァヨシファ内のベーラヤゼムリャ諸島の北西に位置する島である。島の最高地点は48m。 サーサ海峡を隔てて、北東3.5km離れたところにエヴァ・リヴ島、3.3km南にフレーデン島がある。

## 歴史
フリチョフ・ナンセンの母親の名前(Аделаида Юханна Текла)が名前の由来。